# Virgen del rosal (Lochner)
La Virgen del rosal o Virgen de la rosaleda (en alemán, Die Madonna im Rosenhag) es una obra de técnica mixta sobre tabla del pintor del gótico internacional alemán Stefan Lochner. Está datada hacia el año 1450. Mide 51 cm de alto y 40 cm de ancho. Se exhibe actualmente en el Museo Wallraf-Richartz, de Colonia en Alemania.
Esta pequeña imagen de la Virgen del rosal es uno de los últimos cuadros de Stefan Lochner. El tamaño pequeño hace que esta obra fuera apropiada para la devoción privada, y no para ser expuesta en una iglesia. La representación de la Virgen María capta toda la atención. La figura central se encuentra en el césped, sentada frente a un banco, y viste de color azul brillante; las sutiles veladuras al óleo logran que la claridad del manto no precise pintura blanca al transparentarse el fondo blanco. Esta situación de la Virgen sentada en el suelo sobre un cojín rojo recuerda a un tipo de virgen llamada «Virgen de la Humildad». En su regazo tiene al Niño Jesús, que en la mano sostiene una manzana, símbolo de la superación del pecado original por Cristo al morir en la cruz. Ángeles con alas de varios colores rodean a las figuras de la Virgen y del Niño. En el primer plano están sentados cuatro ángeles músicos: tocan arpas, laúd y un órgano portátil. Las alas del ángel que toca el laúd se recuerdan a las plumas del pavo real, símbolo entre otros de renacimiento espiritual y la resurrección de Cristo. Además, el tener miles de ojos simbolizan la omnisciencia de Dios.
Importancia simbólica reviste igualmente el broche con el unicornio de María. Se refiere a María y de Cristo, ya que según la leyenda, el unicornio sólo podía ser capturado por una virgen casta y su cuerno era una panacea. Esa tradición pagana relacionada con el unicornio se transfirió al Cristianismo y acaba simbolizando la «encarnación de Cristo en el vientre de María». Con piedras preciosas está decorada la corona, que es signo de realeza, y brilla a través del halo. Cerca del rosal, María y el Niño, dos ángeles se reúnen sosteniendo una gran cortina de brocado a un lado: en el fondo dorado de la imagen se simboliza el cielo y aparecen Dios Padre en su gloria y la paloma del Espíritu Santo. Este fondo dorado es un elemento tradicional. En cambio, la expresión plástica del espacio y el realismo en los detalles es una innovación de la época.
Por encima de todo, las flores son símbolos marianos: hay lirios del valle, violetas, margaritas, aguileñas y fresas, que también cubren el banco del prado. Debido a su fruto de color rojo la fresa recuerda a la Pasión de Cristo, las tres palas por otra parte, se refieren a la Trinidad. Por su condición, de florecer y dar fruto al mismo tiempo, simbolizan la virginidad de María. 
Tras la figura hay azucenas, también un símbolo de la pureza, la castidad, y de la Inmaculada Concepción, algunas de las más conocidas características de la Virgen. De particular importancia aquí son las rosas. Las hay rojas y blancas, con el simbolismo propio de cada una de ellas: el rojo alude al sufrimiento y al amor, mientras que el blanco es símbolo de pureza. Una antigua leyenda cuenta que había rosas antes de la caída de la Humanidad porque no tenía espinas y María quedó preservada del pecado original, de forma que se la llama «rosa sin espinas». A raíz de esta tradición se extendió a la naturaleza de la imagen de Rosa de la Virgen o Virgen del rosal. De este último tipo, con María rodeada por ángeles y santos en una rosaleda, o sentada delante de un rosal, es un modelo típico este cuadro de Lochner.
La Virgen del rosal pertenece también al tipo de Virgen en el jardín del paraíso, donde aparece María rodeada por santos, flores y numerosos símbolos. Está cerrada por un murete de piedra, con lo que queda definido un hortus conclusus o huerto cerrado, que nuevamente alude a la virginidad de María.